# Kaltenhausen
Kaltenhausen est un ancien village du duché de Lorraine, qui forma avec les villages de Rohr et de Vorgeburg la ville de Bitche à la fin du XVIIe siècle.

Ce village ne doit pas être confondu avec celui de Kaltenhouse dans le Bas-Rhin, qui s'appelait anciennement Kaltenhausen.

## Géographie
Kaltenhausen (littéralement maisons froides en français), implantée en contrebas du château de Bitche, sur la rive droite de la Horn et d'un important étang, s'étend de l'actuelle porte de Strasbourg jusqu'au début de l'actuelle rue du Maréchal Foch, près de la gare actuelle. Entourée très tôt d'une muraille, percée de deux portes, elle attire de nombreux commerçants et artisans qui apprécient cette sécurité recherchée durant les périodes troubles du Moyen Âge. Mais cette protection présente l'inconvénient d'empêcher toute extension du bourg et oblige ses habitants à utiliser le moindre mètre carré. Le tracé des ruelles, l'étroitesse de certaines maisons trahissent les difficultés que rencontrent les petites cités fortifiées. Les habitants de ces trois hameaux vont à l’église Saint-Rémi de Schorbach, construite en 1143, sur les directives des moines cisterciens de Sturzelbronn. 

## Toponymie
Anciennes mentions : Kaltenhamsen under Bitsch (1442) ; Kaltenhaussen (1594) ; Kaltenhausen soub Bitche (1626) ; Kaltenhusen (1645).

## Histoire
Avec les ans, quelques habitations viennent s'accoler au pied du rocher et château-fort de Bitche. Au XIIe siècle, deux hameaux s'y sont formés : Kaltenhausen à l'emplacement actuel de la gare et Rohr dans les alentours de l'actuelle Totengasse.
En 1442, Kaltenhausen reçu le droit de commerce de cité des mains de Sigismond, empereur du Saint-Empire romain germanique. Dom Calmet parle « d'un village au pied du rocher sur lequel est bâtie la forteresse, près d'un étang d'où la Horne prend sa source entre les montagnes et les forêts ». En réalité, la Horn prend sa source au sud de Bitche et traversait, jusqu'à son assèchement en 1820, l'étang de Bitche. Le hameau bénéficie alors de la protection du château-fort.
En 1447, les comtes Jacob et Wilhelm de Lützelstein attaqueront par surprise et enlèveront le château de Bitche. Le seigneur de Bitche aura juste le temps de fuir et de se réfugier au château de Lemberg. Par la suite, une armée de coalisés assiégera le château pendant dix jours. Les deux frères se rendront non sans avoir, au préalable, incendié Kaltenhausen. C'était la troisième fois que ce village était la proie des flammes.
Au XVIe siècle, le comte Jacques fortifie et entoure d'un rempart les habitations de Kaltenhausen et de Rohr.
Incendiée par les suédois le 6 septembre 1633, Kaltenhausen sera détruite en 1635. Rebâtie après 1660, la nouvelle localité se confond avec le village de Rohr et le faubourg de Vorgeburg, formant ainsi Bitche,.